# Уля (Румунія)
Уля (рум. Ulea) — село у повіті Васлуй в Румунії. Входить до складу комуни Богденешть.
Село розташоване на відстані 254 км на північний схід від Бухареста, 24 км на південь від Васлуя, 82 км на південь від Ясс, 113 км на північ від Галаца.

## Населення
За даними перепису населення 2002 року у селі проживали 413 осіб, усі — румуни. Усі жителі села рідною мовою назвали румунську.